# 勒洛泽-于拜
勒洛泽-于拜（法語：Le Lauzet-Ubaye，法語發音：[lə lozɛ ybaj]）是法国上普罗旺斯阿尔卑斯省的一个市镇，属于巴瑟洛内特区。该市镇于1959年由原市镇勒洛泽（Le Lauzet）和于拜（Ubaye）合并而成。

## 地理
勒洛泽-于拜（44°25'48"N, 6°25'56"E）面积66.26 平方千米，位于法国普罗旺斯-阿尔卑斯-蓝色海岸大区上普罗旺斯阿尔卑斯省，该省份为法国东南部内陆省份，北起上阿尔卑斯省，西接沃克吕兹省，西北接德龙省，南至瓦尔省，东临滨海阿尔卑斯省，东北部与意大利接壤。
与勒洛泽-于拜接壤的市镇（或旧市镇、城区）包括：蒙克拉尔、蓬蒂、梅奥朗-勒韦勒、塞讷、克罗、滨湖勒索兹、于拜-塞尔蓬松。
勒洛泽-于拜的时区为UTC+01:00、UTC+02:00（夏令时）。

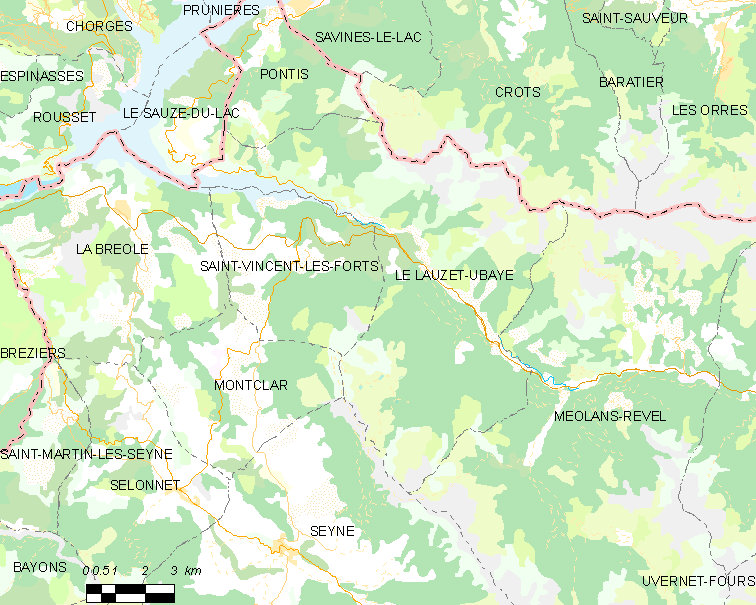
勒洛泽-于拜的OSM定位图

## 行政
勒洛泽-于拜的邮政编码为04340，INSEE市镇编码为04102。

## 政治
勒洛泽-于拜所属的省级选区为巴瑟洛内特县。

## 人口

1962-2008年间勒洛泽-于拜人口变化图示

勒洛泽-于拜于2022年1月1日时的人口数量为212人。